# Episodi di Metalocalypse (terza stagione)
La terza stagione della serie animata Metalocalypse, composta da 10 episodi, è stata trasmessa negli Stati Uniti, da Adult Swim, dall'8 novembre 2009 al 24 ottobre 2010.
| nº | Titolo originale | Prima TV USA      |
| -- | ---------------- | ----------------- |
| 1  | Renovationklok   | 8 novembre 2009   |
| 2  | Tributeklok      | 15 novembre 2009  |
| 3  | Dethhealth       | 22 novembre 2009  |
| 4  | Dethmas          | 6 dicembre 2009   |
| 5  | Fatherklok       | 13 dicembre 2009  |
| 6  | Fertilityklok    | 26 settembre 2010 |
| 7  | Dethsiduals      | 3 ottobre 2010    |
| 8  | Rehabklok        | 10 ottobre 2010   |
| 9  | Dethzazz         | 17 ottobre 2010   |
| 10 | Doublebookedklok | 24 ottobre 2010   |